# Годачица
Годачица је насељено место града Краљева у Рашком округу. Према попису из 2022. било је 699 становника.
Породица Ћировић подигла је на свом имању задужбину — манастир Светог великомученика Димитрија. Изградња је трајала од 1975. до 1984. године. Овде се налази ОШ „Олга Милутиновић” Годачица.

## Демографија
У насељу Годачица живи 871 пунолетни становник, а просечна старост становништва износи 43,7 година (44,5 код мушкараца и 43,0 код жена). У насељу има 332 домаћинства, а просечан број чланова по домаћинству је 3,21.
Ово насеље је великим делом насељено Србима (према попису из 2002. године), а у последња три пописа, примећен је пад у броју становника.

## Увођење телефона у место Годачица
Дана 3. јануара 1989. године започети су разговори између стручне службе Поште Краљево и месне заједнице Годачица око увођења фиксних телефона. Сазван је збор грађана у месту Годачица, на ком су присуствовали сви грађани те заједнице и колегијум Поште Краљево. На том састанку грађани су тражили да се у поменутом месту уведе фиксни телефон до краја те године. Међутим, присутни из колегијума Поште Краљево су образложили да је то велика инвестиција и да је потребно доста времена да би се то изградило. Поред тога, изградња примарне и секундарне мреже и набавка нове дигиталне централе изискивала би велики физички рад, због чега фиксне телефоне није било могуће увести у року који су мештани тражили. Стеван Милетић, мештанин, предложио је да се колегијум Поште Краљево изјасни на том збору да ли они могу да обаве неопходне радове, а мештани ће их финансирати и помоћи ће око физичких радова. Испед колегијума Поште Краљево образложење је дао тадашњи генерални директор Милош Нешовић-Нешко, рекавши да ће Поште Краљево са својим стручним кадровима изаћи у сусрет месној заједници око целокупне технике. У договору између месне заједнице Годачица и Поште Краљево одлучено је да ће месна заједница набавити дигиталну телефонску централу из Словеније. Инжешери Поште су се обавезали да ту централу поставе и уграде на месту где је предвиђено. Та дигитална централа у месту Годачица била је трећа таква која је постављена у Србији. После великог и напорног залагања, на обострано задовољство 25. децембра 1989. године у Годачици је зазвонило 150 фиксних телефона, што је рекорд код увођења телефона у општини Краљево.
|  |

| Демографија | Демографија | Демографија |
| Година      | Становника  | Становника  |
| ----------- | ----------- | ----------- |
| 1948.       | 1.631       |             |
| 1953.       | 1.685       |             |
| 1961.       | 1.624       |             |
| 1971.       | 1.474       |             |
| 1981.       | 1.340       |             |
| 1991.       | 1.228       | 1.184       |
| 2002.       | 1.066       | 1.112       |

| Етнички састав према попису из 2002.‍ | Етнички састав према попису из 2002.‍ | Етнички састав према попису из 2002.‍ | Етнички састав према попису из 2002.‍ | Етнички састав према попису из 2002.‍ |
| ------------------------------------ | ------------------------------------ | ------------------------------------ | ------------------------------------ | ------------------------------------ |
|                                      |                                      |                                      |                                      |                                      |
| Срби                                 | Срби                                 |                                      | 1.064                                | 99,81%                               |
| непознато                            | непознато                            |                                      | 2                                    | 0,18%                                |

| Година пописа     | 1948. | 1953. | 1961. | 1971. | 1981. | 1991. | 2002. |
| ----------------- | ----- | ----- | ----- | ----- | ----- | ----- | ----- |
| Број домаћинстава | 284   | 302   | 341   | 366   | 365   | 342   | 332   |

| Број чланова      | 1  | 2  | 3  | 4  | 5  | 6  | 7 | 8 | 9 | 10 и више | Просек |
| ----------------- | -- | -- | -- | -- | -- | -- | - | - | - | --------- | ------ |
| Број домаћинстава | 63 | 98 | 37 | 44 | 37 | 41 | 7 | 5 | 0 | 0         | 3,21   |

| Пол    | Укупно | Неожењен/Неудата | Ожењен/Удата | Удовац/Удовица | Разведен/Разведена | Непознато |
| ------ | ------ | ---------------- | ------------ | -------------- | ------------------ | --------- |
| Мушки  | 465    | 115              | 302          | 45             | 2                  | 1         |
| Женски | 459    | 62               | 309          | 75             | 10                 | 3         |
| УКУПНО | 924    | 177              | 611          | 120            | 12                 | 4         |

| Пол    | Укупно                    | Пољопривреда, лов и шумарство | Рибарство                            | Вађење руде и камена | Прерађивачка индустрија       |
| ------ | ------------------------- | ----------------------------- | ------------------------------------ | -------------------- | ----------------------------- |
| Мушки  | 267                       | 172                           | 0                                    | 0                    | 43                            |
| Женски | 157                       | 131                           | 0                                    | 0                    | 7                             |
| УКУПНО | 424                       | 303                           | 0                                    | 0                    | 50                            |
| Пол    | Производња и снабдевање   | Грађевинарство                | Трговина                             | Хотели и ресторани   | Саобраћај, складиштење и везе |
| Мушки  | 3                         | 6                             | 9                                    | 0                    | 12                            |
| Женски | 0                         | 1                             | 2                                    | 1                    | 1                             |
| УКУПНО | 3                         | 7                             | 11                                   | 1                    | 13                            |
| Пол    | Финансијско посредовање   | Некретнине                    | Државна управа и одбрана             | Образовање           | Здравствени и социјални рад   |
| Мушки  | 0                         | 1                             | 7                                    | 4                    | 1                             |
| Женски | 0                         | 0                             | 0                                    | 6                    | 4                             |
| УКУПНО | 0                         | 1                             | 7                                    | 10                   | 5                             |
| Пол    | Остале услужне активности | Приватна домаћинства          | Екстериторијалне организације и тела | Непознато            | Непознато                     |
| Мушки  | 3                         | 0                             | 0                                    | 6                    | 6                             |
| Женски | 0                         | 0                             | 0                                    | 4                    | 4                             |
| УКУПНО | 3                         | 0                             | 0                                    | 10                   | 10                            |